# Cercopithèque à queue de soleil
Allochrocebus solatus
Espèce
Synonymes
- Cercopithecus solatus Harrison, 1988

Statut de conservation UICN

 NT  : Quasi menacé
Statut CITES
Le Cercopithèque à queue de soleil (Allochrocebus  solatus) est un primate appartenant à la sous-famille des Cercopithecinae et à la super-espèce des lhoesti (regroupant C. lhoesti en République démocratique du Congo et C. preussi au Cameroun). Il est endémique du Gabon et n’a été découvert que récemment en 1984 par Mike Harrison. Du fait de son comportement discret et de son aspect cryptique, il est difficile de l’observer en milieu naturel et reste par conséquent peu connu. Il est localisé essentiellement au centre du Gabon, notamment dans la forêt des Abeilles.

## Dénominations
Ce primate est également appelé Cercopithèque à queue dorée ou Cercopithèque du Gabon.

## Description
Il se distingue par un pelage brun-roux, un museau noir, une gorge blanche et de larges toupets au-dessus des oreilles. Ce qui le caractérise le plus, et lui vaut son nom, est sa queue gris clair teintée d’un orange vif flamboyant à son extrémité. Le mâle adulte possède des organes reproducteurs bleu azur, caractéristique de la super-espèce lhoesti.

## Alimentation et mode de vie
Le cercopithèque à queue de soleil est un singe semi-terrestre qui se déplace beaucoup au sol. Il dort en hauteur dans les arbres durant la nuit. Il a un régime alimentaire principalement composé de fruits, de baies, de moelle et d’insectes – parfois même de petits mammifères voire de petits céphalophes.

## Organisation sociale et reproduction
Une colonie de C. solatus se compose d’un mâle reproducteur, de ses femelles et de leur descendance. Ils s’organisent ainsi en harem au sein duquel les femelles forment des lignées matriarcales. Les femelles restent dans le groupe toute leur vie, tandis que les mâles doivent quitter le groupe à maturité pour vivre en solitaire et former un harem à leur tour. On estime qu’une colonie compte entre 10 et 20 individus et il n’est pas rare de voir C. solatus vivre en sympatrie avec d’autres espèces de cercopithèques telles que Cercopithecus nictitans ou Cercopithecus cephus.

## Aire de répartition

Carte de répartition du Cercopithecus solatus

Le cercopithèque à queue de soleil occupe essentiellement des zones de forêt primaire au centre du Gabon. Son aire de répartition est restreinte, environ 12 000 km2, ce qui représente une aire de répartition géographique très réduite en comparaison d’autres espèces de la sous-famille des Cercopithecinae. À ce jour, il n’a été observé que dans quelques régions gabonaises, au sud du fleuve Ogooué,,.
À sa découverte en 1984, son aire de répartition a été confinée à la forêt des Abeilles, en plein centre du Gabon. Au début des années 1990, les rivières Offoué, Bouenguidi et Lolo et le fleuve Ogooué, respectivement à l’ouest, au sud, à l’est et au nord, ont été définis comme étant les limites naturelles de son aire de répartition, donnant une première estimation de sa surface à 10 300 km2. Peu après, en 1996, C. solatus est vu dans le Parc national de la Lopé. L’aire de répartition de l’espèce s’est donc agrandie, atteignant 12 000 km2. Depuis les années 2000, le cercopithèque à queue de soleil aurait été aperçu dans les Parcs Nationaux de Waka et de Birougou et à proximité de la ville de Bakoumba dans le parc de la Lékédi, parfois à plus de 150 km au sud de l’aire décrite précédemment,.

## Habitat
Il vit dans la forêt tropicale humide de basse altitude. Cette forêt est dominée par les genres Aucoumea, Julbernardia, Pycnanthus et Pentaclethra

## Menaces et protection
La déforestation et la chasse de subsistance, tir au fusil et pièges au sol, sont les deux principales menaces qui pèsent sur lui . Il est à ce jour classé au rang d’espèce vulnérable sur la liste rouge des espèces menacées (UICN, 2012) et en Annexe 2 de la CITES. Au Gabon, le cercopithèque à queue de soleil est une espèce intégralement protégée (voir article 92 du code forestier du Gabon et annexe 1 du décret 164/PR/MEF du 19 janvier 2011 relatif au classement et aux latitudes d’abattage des espèces animales).